# هیدرولیک نرم (Soft Hydraulics)
هیدرولیک نرم (به انگلیسی: Soft Hydraulics) شاخه‌ای نوظهور در مکانیک سیالات است که به بررسی برهم‌کنش میان جریان سیال و دیواره‌های قابل‌تغییرشکل کانال‌ها می‌پردازد. این پدیده، به‌ویژه در ریزسیال‌ها و سامانه‌های زیستی، دارای اهمیت ویژه‌ای است. برخلاف کانال‌های صلب، دیواره‌های نرم می‌توانند تحت تأثیر فشار و جریان سیال، تغییر شکل دهند که این خود موجب بروز پدیده‌های نوین و غیرخطی در سامانه می‌شود.

## اصول فیزیکی
در هیدرولیک نرم، رفتار جریان نه تنها به ویژگی‌های ذاتی سیال (مانند ویسکوزیته) بلکه به پاسخ مکانیکی ساختارهای نرم نیز وابسته است. ویژگی‌های کلیدی این سیستم‌ها عبارتند از:
- تغییر شکل دیواره‌های کانال در پاسخ به فشار هیدرودینامیکی
- بروز اثرات غیرخطی ناشی از کوپل سیال-سازه
- وابستگی شدید الگوی جریان به هندسه و جنس دیواره‌ها
- نقش ویژگی‌های الاستیک در تنظیم نرخ جریان

برای توصیف ریاضی این سیستم‌ها، از مدل‌های الاستوهیدرودینامیک و روش‌های عددی پیشرفته مانند حل هم‌زمان معادلات ناویر-استوکس و روابط مکانیکی دیواره استفاده می‌شود.

## کاربردها
هیدرولیک نرم در طراحی و تحلیل سیستم‌های زیر نقش مهمی دارد:
- ریزآزمایشگاه روی تراشه (Lab-on-a-chip) با کانال‌های انعطاف‌پذیر
- سامانه‌های میکروپمپ بدون اجزای متحرک
- میکسرهای سیال با تحریک غیرفعال از طریق تغییر شکل دیواره‌ها
- جداسازی ذرات زیستی با استفاده از خاصیت انعطاف‌پذیری ساختار

## چالش‌ها
با وجود پیشرفت‌ها، مدل‌سازی دقیق و طراحی بهینهٔ این سیستم‌ها همچنان چالش‌برانگیز است. از جمله چالش‌های موجود:
- مدل‌سازی کوپل سیال-سازه با دقت بالا
- پیش‌بینی رفتارهای گذرا در جریان‌های پیچیده
- طراحی مواد نرم با ویژگی‌های مکانیکی دقیقاً قابل کنترل